# Weeraphon Wichuma
Weeraphon Wichuma (em tailandês:  วีรพล วิชุมา; 10 de agosto de 2004) é um halterofilista tailandês, medalhista olímpico.

## Carreira
Ele se classificou para as Olimpíadas de Verão de 2024, e ganhou uma medalha de prata na categoria masculina de 73 kg, tornando-se o competidor mais jovem a fazê-lo. Ele estabeleceu um recorde mundial júnior em Clear & Jerk levantando 198 kg. Ele foi escolhido para ser o porta-bandeira da Tailândia na cerimônia de encerramento dos Jogos Olímpicos.